# ライアンの娘
『ライアンの娘』（ライアンのむすめ、原題: Ryan's Daughter）は、1970年のイギリス映画。
アイルランド独立戦争前のアイルランド島の寒村を舞台に、駐在しているイギリス軍将校と、その村に住む人妻ロージーとの不倫を通して描かれるヒューマン・ドラマ。監督は『アラビアのロレンス』などで知られるデヴィッド・リーン。
1970年のアカデミー賞では、助演男優賞、撮影賞を受賞した。

## あらすじ
20世紀初頭、独立運動が秘かに行なわれているアイルランドの港町。古い因習を嫌う美しい娘ロージーは、年の差が離れた教師チャールズと結婚式を挙げた。しかし彼との平凡な日常生活に不満足なロージーは、赴任してきたイギリス軍将校のランドルフと不倫関係を結ぶ。あるとき、武器を陸揚げしていたイギリスからの独立を望む男たちが逮捕されるという事件が起こり、ロージーは裏切り者の烙印を押されてしまう。そんなとき、彼女のそばにいて支えてくれたのは、彼女が裏切り続けていた夫のチャールズであった。

## キャスト
| 役名                     | 俳優                       | 日本語吹替 |
| 役名                     | 俳優                       | 日本テレビ版 |
| ------------------------ | -------------------------- | --- |
| チャールズ・ショーネシー | ロバート・ミッチャム       | 宮川洋一 |
| ロージー・ライアン       | サラ・マイルズ             | 小原乃梨子 |
| ランドルフ・ドリアン     | クリストファー・ジョーンズ | 津嘉山正種 |
| トーマス・ライアン       | レオ・マッカーン           | 北村和夫 |
| コリンズ神父             | トレヴァー・ハワード       | 大久保正信 |
| ティム・オリアリー       | バリー・フォスター         | 青野武 |
| モーリン                 | エヴィン・クローリー       | 木藤玲子 |
| マッカードル             | アーサー・オサリヴァン     | 平林尚三 |
| マッカードル夫人         | マリー・キーン             | 高村章子 |
| マイケル                 | ジョン・ミルズ             | セリフなし |
| 不明 その他              |                            | 東富士郎 山本千鶴 村越伊知郎 佐々木優子 杉元直樹 小島敏彦 秋元羊介 小野丈夫 金丸裕一 佐藤隆浩 笠原弘子 土方結香 |
|                          |                            | |
| 演出                     | 演出                       | 福永莞爾 |
| 翻訳                     | 翻訳                       | 古田由紀子 |
| 効果                     | 効果                       | 南部満治 |
| 調整                     | 調整                       | 山田太平 |
| 制作                     | 制作                       | コスモプロモーション                                                                                            |
| 解説                     | 解説                       | 水野晴郎 |
| 初回放送                 | 初回放送                   | 1982年3月3日 『水曜ロードショー』 21:02-23:24                                                                   |

※日本語吹替はDVD収録

## 主な受賞歴
- 第43回アカデミー賞（1970年）
  - 助演男優賞：ジョン・ミルズ
  - 撮影賞